# Gare de Richmond Hill
Ne doit pas être confondu avec Gare de Richmond Hill (GO) ou Gare de Richmond (Québec).
La  gare de Richmond Hill est une ancienne gare ferroviaire canadienne, située à Richmond Hill, en Ontario.
Fermée en 1968, son ancien bâtiment est déplacé pour être installé dans un parc en 1979 par la municipalité. Depuis, il est utilisé comme bureaux par les équipes de soccer mineur de la ville.

## Histoire et patrimoine ferroviaire

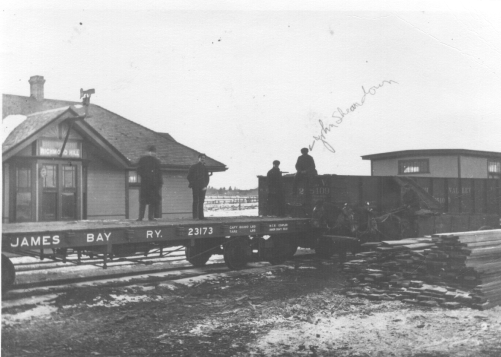
Premier train à la gare en 1906

La gare est construite en 1906 par le James Bay Railway, partie du système du Canadian Northern Railway. Un bâtiment de bardeau de plain-pied, elle était située sur le côté nord de la rue Centre Est. C'est la deuxième gare en ville (après la gare du Toronto and York Radial Railway depuis 1896). La gare du James Bay Railway est sur la ligne de Toronto-Sudbury du chemin de fer. Overte en novembre 1906, la gare était beaucoup plus proche du centre de Richmond Hill; elle devient rapidement la route principale pour l'expédition du fret, avec la gare du Toronto and York la route principale pour le transport de passagers vers Toronto . Le Canadien National  ajoute des quartiers d'habitation pour l'agent de la gare d'août à décembre 1927 et on ajoute une nouvelle chambre de bagage/express en enfermant la porte cochère sur l'extrémité sud de la gare en 1952 .
La gare a un toit en croupe avec des pignons d'extrémité, un pignon sur une baie vitrée biseautée, une entrée de traverse et une ceinture en style Queen Anne. La ville protège le bâtiment avec une désignation sous la partie IV de la Loi sur le patrimoine de l'Ontario . Selon l'arrêté en question, la gare forme le noyau du premier quartier industriel moderne sur le côté est du village. Location animée, elle sert de gare de fret et de passagers. La ville mentionne aussi l'agent de la gare de 1911 à 1953, Y.B. Tracy, "un individu d'esprit communautaire qui a organisé de nombreuses activités pour  enfants". La gare devient un lieu de rencontre populaire pour les enfants locaux pendant son mandat .
Fermée en 1968, la gare est déplacée en 1979 par la ville. Depuis cette date, elle sert de pavillon pour les équipes de soccer mineur de la région . 